# Alexander von Brosch-Aarenau

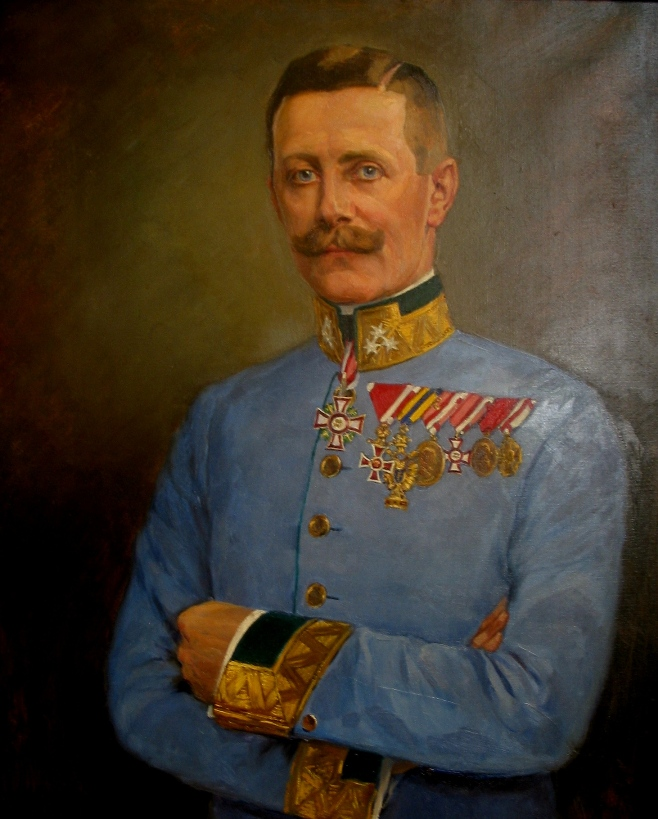
Porträt Alexander Brosch von Aarenau von Hugo von Bouvard, Heeresgeschichtliches Museum, Wien.

Alexander Brosch Edler von Aarenau (* 8. Oktober 1870 in Temesvár; † 7. September 1914 bei Hujcze / Rawa-Ruska, Galizien) war österreichisch-ungarischer Offizier. Brosch erlangte vor allem Bedeutung als Leiter der Militärkanzlei des Erzherzog-Thronfolgers Franz Ferdinand, in der auf die Heeres-, Marine- und Außenpolitik Einfluss genommen und die Zeit nach der Thronbesteigung des Kronprinzen vorbereitet wurde.

## Leben und Wirken

### Jugend und militärische Laufbahn
Brosch, dessen Bruder der General Theodor Brosch von Aarenau (1869–1944) war, absolvierte die Technische Militärakademie und wurde 1890 Genieleutnant. 1895 kam er zum Generalstab, wurde 1897 Pionierhauptmann und 1899 ins Kriegsministerium berufen. Von 1906 bis 1911 war er als Major und Oberstleutnant Flügeladjutant des Erzherzog-Thronfolgers Franz Ferdinand, der ihn aus einigen Kandidaten selbst ausgewählt hatte, und Leiter von dessen Militärkanzlei im Unteren Belvedere in Wien. Die Militärkanzlei des Thronfolgers – eine Art Schattenregierung, die den absehbaren Regierungsantritt des Kronprinzen vorbereiten sollte – wurde damals zur Unterscheidung von der Militärkanzlei des Kaisers als „kleine Militärkanzlei“ bezeichnet.
1911 wurde Brosch vom Kaiser zum Kommandanten des 2. Regiments der Tiroler Kaiserjäger in Bozen ernannt. Er selbst gab an, ein Kommando angestrebt zu haben, um nicht der „Truppenscheue“ bezichtigt zu werden; es wurde aber auch vermutet, dass Gegner Franz Ferdinands diesen durch die Entfernung seines wichtigsten Beraters schwächen wollten. Franz Joseph I., der um die intensive Unterstützung des Thronfolgers und seiner mit den Auffassungen des Kaisers oft nicht übereinstimmenden Ideen durch Brosch wusste, soll ihn bei seiner Antrittsaudienz als Regimentskommandant mit dem Ausspruch „Sie haben jetzt sechs Jahre gegen mich gekämpft“ verblüfft haben.

### Politisches Wirken
Brosch zählte zu den einflussreichsten und bedeutendsten Persönlichkeiten in der Umgebung Franz Ferdinands, dessen vollstes Vertrauen er genoss. Der Thronfolger, der Kriechertum und Liebedienerei verabscheute, schätzte die Offenheit und Geradlinigkeit Broschs und dass dieser auch nicht davor zurückscheute – wenn auch mit dem nötigen Respekt und Takt – ihm zu widersprechen. Umso mehr wusste er die Ratschläge und Ansichten seines Flügeladjutanten zu schätzen, der sogar die ungeliebten Audienzen des Thronfolgers zu übernehmen hatte. Dies konnte Brosch nur übernehmen, weil er ein ausgezeichneter Menschenkenner war und sich seine politischen Ansichten vollkommen mit denen des Thronfolgers deckten.
Brosch galt allgemein als der Motor der Militärkanzlei des Erzherzogs. Vladimir Dedijer beschrieb die Funktionsweise dieser Institution wie folgt:

„Die Militärkanzlei nahm mit allen Ministerien in Wien Kontakt auf und bat diese um Berichte über ihre Arbeit und über die bedeutenden politischen Geschäfte. Ehe die Militärkanzlei eröffnet wurde, hatte sich der Erzherzog noch 1905 beklagt, dass „er alles erst aus der Zeitung erfahren müsse, dass der Kaiser ihn nicht anhöre und dass er weniger erfahre als 'der letzte Hausknecht in Schönbrunn“. […] Unter der geschickten Leitung des Obersten Brosch entwickelte sich die Militärkanzlei zu einem erstklassigen Beobachtungsposten, von dem aus man die Ereignisse im Reich verfolgen konnte.“

Brosch baute mit großem diplomatischen Geschick die militärische und politische Machtstellung des Erzherzogs aus und traf Vorkehrungen für die Zeit nach dem Thronwechsel. Mit einem Team konzipierte er ein Thronwechselprogramm (eine spätere, unter Broschs Nachfolger Carl von Bardolff erarbeitete Version ist im Nachlass Franz Ferdinands erhalten), das möglichen Widerstand gegen Franz Ferdinands geplante staatsrechtliche Änderungen berücksichtigte. Heinrich Lammasch, der am Konzept beteiligt war, wird mit den Worten zitiert: „Alles war wie ein Feldzugsplan bis ins Detail festgestellt, bis auf das Verzeichnis der Telegraphenämter, die Nachtdienst haben sollten. Ebenso war bestimmt, welche Garnisonen (vor allem in Ungarn) verstärkt werden sollten.“
Zu den von Brosch betreuten Agenden der „kleinen Militärkanzlei“ zählten auch Kontakte zu in- und ausländischen Zeitungen, in denen immer wieder Überlegungen des Thronfolgers publiziert werden konnten. In Wien waren Franz Ferdinand und Brosch vor allem mit der christlichsozialen Tageszeitung „Reichspost“ verbunden, deren Chefredakteur Friedrich Funder das Vertrauen Franz Ferdinands erworben hatte und mit Brosch befreundet war.

### Tod
Gordon Brook-Shepherd, Maximilian Polatschek und andere Biografen des Erzherzogs geben an, dass Brosch nach der Ermordung Franz Ferdinands – dessen Thronbesteigung er als die letzte Chance zur Rettung der Donaumonarchie gesehen habe – am 28. Juni 1914 im Zuge des Attentats von Sarajewo innerlich resigniert und aus Verzweiflung über die „unabwendbar düstere Zukunft“ des Habsburgerreiches den Tod an der Front gesucht habe.
Friedrich Funder berichtete, er habe als „teures Andenken den Brief, den er mir nach der Ermordung des Thronfolgers aus Bozen schrieb: Es gibt für mich keine Hoffnung mehr. Es ist alles aus. Für mich hat das Leben seinen Sinn verloren.“ Nach anderen Angaben spielte die „Jagd nach dem Maria-Theresien-Orden“ eine wichtige Rolle, bei welcher der nun protektionslose Brosch sich und seine Mannschaften einem unnötigen Risiko aussetzte.
Zu Beginn des Ersten Weltkrieges führte Brosch sein Regiment als Oberst ins Feld und fiel, an dessen Spitze kämpfend, schon in der fünften Kriegswoche in einem Gefecht bei Hujcze-Rawa Ruska in Galizien. Funder wurden Details dazu von Feldkurat Dr. Karl Drexel, einem ehemaligen christlichsozialen Abgeordneten, berichtet. Das Bataillon sei in der Nacht vom Feind in einer sumpfigen Senke eingeschlossen worden. Die Tiroler ergaben sich nicht. Sie kämpften, bis sie keine Munition mehr hatten. Drexel gehörte zu den ganz wenigen, die den Russen als Gefangene in die Hände fielen. Das Kapitel des Maria-Theresien-Ordens verlieh „weiland Oberst Alexander Brosch Edlem von Aarenau“ die Goldene Ehren-Denkmünze für Tapferkeit „für den erfolgreichen Überfall auf das russische Lager bei Hujcze sowie für das so beispielgebende, heldenmütige und wohl einzig dastehende aufopferungsfreudige Ausharren […] vom 6. auf den 7. September 1914, wodurch es ermöglicht wurde, daß die gesamte 3. Infanterietruppendivision vor einer feindlichen Umklammerung gerettet […] wurde […].“